# Palmeiral de Elche
Palmeiral de Elche
O Palmeiral de Elche (em castelhano: Palmeral de Elche; em valenciano: Palmerar d'Elx) é uma plantação de tamareiras na província de Alicante, em Espanha. É o maior palmeiral da Europa e um dos maiores do mundo, estando classificado pela UNESCO como Património da Humanidade desde 2000.
O palmeiral inclui o Parque Municipal e numerosos pomares (huertos), cobrindo cerca de 3,5 km², incluindo 1,5 km² na cidade de Elche (Elx). Tem mais de 11 000 palmeiras, e alguns espécimens têm 300 anos de idade. No seu auge, no século XVIII, poderá ter coberto uma área que chegaria ao dobro da atual, com 200 000 exemplares. As tâmaras são colhidas em Dezembro. A maior palmeira é a "Palmeira Imperial", com 7 caules na forma de candelabro, que recebeu o nome em homenagem a Isabel da Áustria, conhecida como Sissi, imperatriz consorte de Francisco José I, que visitou a plantação em 1894.